# Anthony Fantano
Anthony Fantano [fænˈtænoʊ] (* 28. Oktober 1985 in Connecticut) ist ein US-amerikanischer Webvideoproduzent und Musikkritiker. Er ist für seinen YouTube-Kanal The Needle Drop bekannt, auf dem er seit 2009 Veröffentlichungen unterschiedlicher Musikstile kommentiert und kritisch beurteilt. Fantano bezeichnet sich selbst als „(the) internet’s busiest music nerd“.

## Leben
Anthony Fantano kam 1985 im Ostküstenstaat Connecticut zur Welt. Seine Eltern ließen sich früh scheiden, sodass er bereits als Kind – während der langen Autofahrten – in intensiven Radiogenuss kam.
In seiner Jugend wollte er Cartoonzeichner werden, weshalb er auch heute noch eine Vorliebe für Zeichentrickserien wie Adventure Time oder Regular Show hegt. Als Teenager zog Fantano mit seiner Mutter nach Wolcott. Seine ersten Alben (u. a. Dookie von Green Day und Evil Empire von Rage Against the Machine) hörte er mit einem Radiorekorder.
Nach der Highschool studierte er an der Southern Connecticut State University Politikwissenschaft, Broadcasting Communication und Journalismus. Nebenbei arbeitete er in einer Pizzabude und begann sich für das Collegeradio zu engagieren. Nach Studienabschluss vermittelte ihm ein Professor einen Pitch bei WNPR, bei dem er erfolgreich einen Podcast namens The Needle Drop vorstellte. Während er bereits auf YouTube aktiv war, setzte er seine Arbeit für WNPR bis 2014 fort und perfektionierte mithilfe einer früheren MTV-Mitarbeiterin das Schneiden der Videos.
Etwa seit seinem 14. Lebensjahr spielt Fantano E-Bass. Auf dem College bildete er ein Duo mit einem Kommilitonen am Schlagzeug. Die beiden schrieben gemeinsam eine Handvoll Songs und nahmen ein paar Demos auf, verfolgten ihre musikalischen Ambitionen aber nicht weiter. Im Alter von 15 Jahren wog er nach eigenen Angaben mehr als 300 Pfund, die er dank strikter Diät kontinuierlich abbauen konnte. Fantano war verheiratet und lebt vegan.

## YouTube

### The Needle Drop

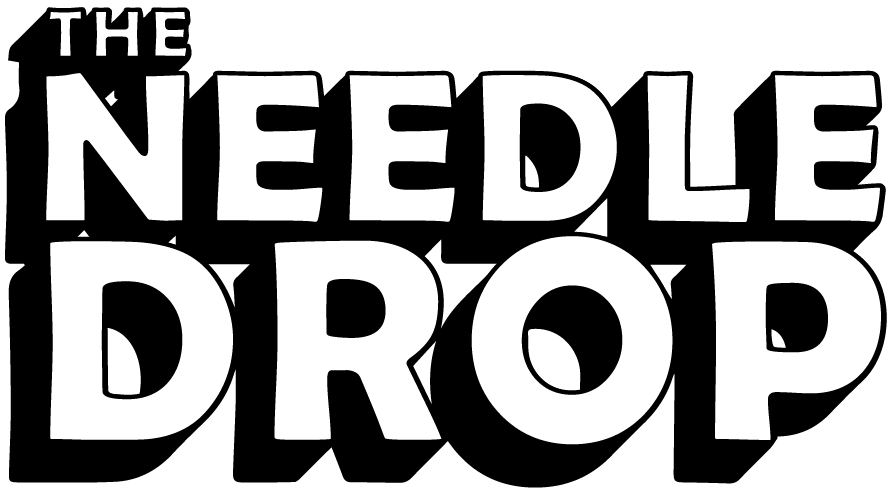
Logo von The Needle Drop

Um mehr Leute zu erreichen und mehr Kontrolle über seine Arbeit zu haben, verlagerte Fantano seinen WNPR-Podcast auf das Videoportal YouTube. Seit 2009 betreibt er den Kanal The Needle Drop, der mit Stand Februar 2021 mehr als 2,3 Millionen Abonnenten zählte. Der Name leitet sich von der Abtastnadel eines Plattenspielers ab, die die Wiedergabe einer Vinylplatte ermöglicht. Er beschäftigt einen Mitarbeiter, der mit redaktionellen Aufgaben betraut ist.
Fantanos Videos folgen einem simplen Schema. Er zeichnet sich mit einem Stativ selbst dabei auf, wie er seine Meinung von ausgewählten Musikalben kundtut, während er im linken Bildteil das Cover des entsprechenden Tonträgers auf einem Greenscreen einblendet. Dabei geht er wie die meisten geschriebenen Rezensionen auf Instrumentierung, Text und Interpretation ein und hebt Höhe- und Schwachpunkte hervor. Er würzt seine Vorträge mit Witzeleien im Stil von Monty Python, Adult Swim und Tim Heidecker. Als besonderes Stilmittel nutzt er radikale Schnitte mit blinkenden Farben und Soundeffekte, die nicht nur unterhalten, sondern auch allfällige Versprecher kompensieren sollen. Anfangs enthielten seine Reviews auch Musikausschnitte, auf die wegen mangelnder Lizenzen später verzichtet wurde. Am Ende der Kritik vergibt Fantano eine Punktezahl von 0 bis 10, die in großen Comiclettern eingeblendet wird. Vereinzelt werden Alben statt mit einer Punktzahl mit dem Urteil NOT GOOD bewertet, wenn sich in den Augen Fantanos eine umfassende Rezension nicht lohnt. Als häufiges Easter Egg trägt der Kritiker abhängig von der Bewertung ein gelbes oder rotes Flanellhemd.

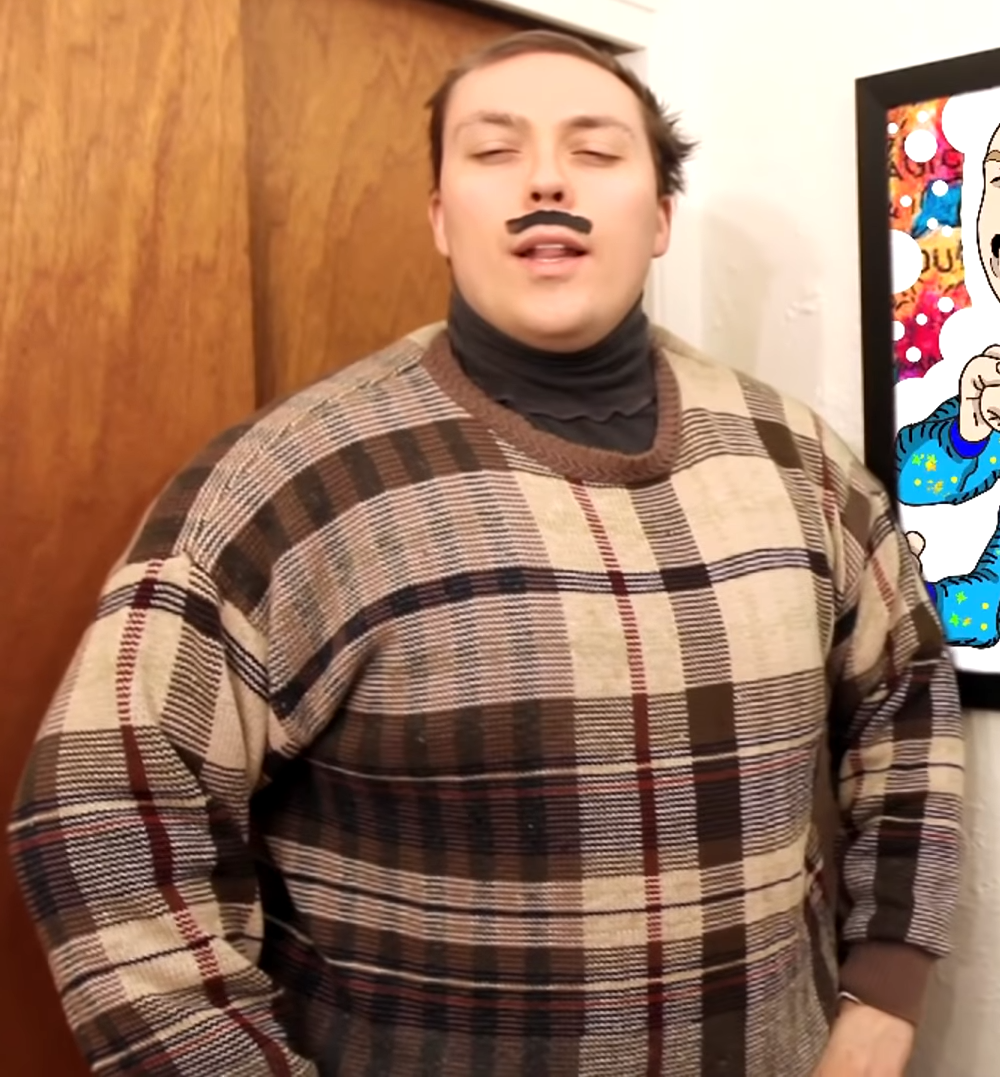
Cal Chuchesta

Gelegentlich verkörpert er mit aufgemaltem Schnurrbart sein Alter Ego Cal Chuchesta, das als sein Mitbewohner und Sidekick mit alternativem Musikgeschmack in Erscheinung tritt. Unter diesem Pseudonym veröffentlichte er bereits mehrere Singles und Mixtapes in digitaler Form (siehe Diskografie). Anthony Fantano deckt mit seinen Rezensionen ein breites Spektrum der populären Musik ab und behandelt Genres wie Pop, Rock, Hip-Hop, Metal und Elektronische Musik.
Ein Großteil seiner Videos widmet sich aktuellen Veröffentlichungen, in Ausnahmefällen spricht er über Genreklassiker. Auf seinem Zweitkanal fantano veröffentlicht er ungeschnittene Videokommentare, die er oft mit seinem iPhone aufnimmt und in verschiedenen Kategorien (Let’s Argue, Stinkpiece etc.) präsentiert. Seit 2018 führt er außerdem Videointerviews mit Künstlern wie Rebecca Black, Sean Ono Lennon oder Mike Shinoda.

#### 10/10 Punkte
| Jahr | Interpret       | Album                       | Genre(s)                      |
| ---- | --------------- | --------------------------- | ----------------------------- |
| 2012 | Death Grips     | The Money Store             | Experimental Hip-Hop          |
| 2014 | Swans           | To Be Kind                  | Experimental Rock, Noise-Rock |
| 2015 | Kendrick Lamar  | To Pimp a Butterfly         | Hip-Hop, Jazz-Rap             |
| 2018 | Kids See Ghosts | Kids See Ghosts             | Hip-Hop, Rap-Rock             |
| 2018 | Daughters       | You Won’t Get What You Want | Noise-Rock, Industrial Rock   |
| 2021 | Spellling       | The Turning Wheel           | Progressive Pop               |
| 2021 | Lingua Ignota   | Sinner Get Ready            | Dark Wave                     |
| 2024 | Charli XCX      | brat                        | Hyperpop                      |
| 2025 | Clipse          | Let God Sort Em Out         | Hip-Hop                       |

2022 nannte Fantano in einer eigenen Videoreihe außerdem fünf Alben pro Jahrzehnt, beginnend mit den 1960er Jahren, denen er nachträglich die Bestnote geben würde:
| Jahr | Interpret                   | Album                                          | Genre(s)                       |
| ---- | --------------------------- | ---------------------------------------------- | ------------------------------ |
| 1963 | Charles Mingus              | The Black Saint and the Sinner Lady            | Avantgarde-Jazz                |
| 1965 | Bob Dylan                   | Highway 61 Revisited                           | Folk Rock                      |
| 1967 | Nina Simone                 | Nina Simone Sings the Blues                    | Blues, Soul                    |
| 1969 | The Beatles                 | Abbey Road                                     | Psychedelic Rock               |
| 1969 | Frank Zappa                 | Hot Rats                                       | Instrumental Rock, Jazz Fusion |
| 1970 | Miles Davis                 | Bitches Brew                                   | Jazz Fusion                    |
| 1971 | Marvin Gaye                 | What’s Going On                                | Soul                           |
| 1975 | Led Zeppelin                | Physical Graffiti                              | Hard Rock                      |
| 1977 | Television                  | Marquee Moon                                   | Art-Punk                       |
| 1979 | The Clash                   | London Calling                                 | Punk-Rock, Post-Punk           |
| 1980 | Talking Heads               | Remain in Light                                | New Wave                       |
| 1984 | Prince                      | Purple Rain                                    | Pop, R&B                       |
| 1985 | Kate Bush                   | Hounds of Love                                 | New Romantic                   |
| 1986 | Metallica                   | Master of Puppets                              | Thrash Metal                   |
| 1988 | Public Enemy                | It Takes a Nation of Millions to Hold Us Back  | Eastcoast-Hip-Hop              |
| 1990 | Depeche Mode                | Violator                                       | Synthiepop                     |
| 1991 | Nirvana                     | Nevermind                                      | Grunge                         |
| 1993 | Wu-Tang Clan                | Enter the Wu-Tang (36 Chambers)                | Eastcoast-Hip-Hop              |
| 1998 | Neutral Milk Hotel          | In the Aeroplane Over the Sea                  | Indie-Rock                     |
| 1998 | Lauryn Hill                 | The Miseducation of Lauryn Hill                | R&B, Eastcoast-Hip-Hop         |
| 2000 | Godspeed You! Black Emperor | Lift Yr. Skinny Fists Like Antennas to Heaven! | Post-Rock                      |
| 2001 | Daft Punk                   | Discovery                                      | French House                   |
| 2001 | Björk                       | Vespertine                                     | Electronica                    |
| 2001 | System of a Down            | Toxicity                                       | Alternative Metal              |
| 2004 | Madvillain                  | Madvillainy                                    | Alternative Hip-Hop            |

#### 0/10 Punkte
| Jahr | Interpret          | Album                       | Genre(s)                      |
| ---- | ------------------ | --------------------------- | ----------------------------- |
| 2011 | Lil B              | I’m Gay (I’m Happy)         | Hip-Hop                       |
| 2014 | Planningtorock     | All Love’s Legal            | Elektropop                    |
| 2015 | Kid Cudi           | Speedin’ Bullet 2 Heaven    | Alternative Rock              |
| 2019 | Chance the Rapper  | The Big Day                 | Hip-Hop, Pop-Rap              |
| 2020 | Green Day          | Father of All Motherfuckers | Garage Rock, Alternative Rock |
| 2021 | Tones and I        | Welcome to the Madhouse     | Pop                           |
| 2022 | Ken Carson         | X                           | Hip-Hop, Trap                 |
| 2024 | MGK & Trippie Redd | Genre: Sadboy               | Emo-Rap                       |

#### Jahreslisten
Jeweils am Jahresende präsentiert Fantano mehrere Listen der seiner Meinung nach besten und schlechtesten Veröffentlichungen, darunter Alben, EPs und Singles.
| Jahr   | Top Albums | Worst Albums |
| ------ | --- | --- |
| 2009   | 1. Fever Ray – Fever Ray 2. Sunn O))) – Monoliths & Dimensions 3. Animal Collective – Merriweather Post Pavillon | – |
| 2010   | 1. LCD Soundsystem – This Is Happening 2. The Books – The Way Out 3. Four Tet – There Is Love in You | – |
| 2011   | 1. Fleet Foxes – Helplessness Blues 2. Death Grips – Exmilitary 3. Battles – Gloss Drop | – |
| 2012   | 1. Death Grips – The Money Store 2. Kendrick Lamar – Good Kid, M.A.A.D City 3. Ondatrópica – Ondatrópica | – |
| 2013   | 1. Tim Hecker – Virgins 2. The Knife – Speaking the Habitual 3. Altar of Plagues – Teethed Glory and Injury | – |
| 2014   | 1. Swans – To Be Kind 2. Iceage – Plowing into the Field of Love 3. Sun Kil Moon – Benji | – |
| 2015   | 1. Kendrick Lamar – To Pimp a Butterfly 2. Death Grips – The Powers That B 3. Kamasi Washington – The Epic | 1. Kid Cudi – Speeding’ Bullet 2 Heaven 2. Miley Cyrus – Miley Cyrus & Her Dead Petz 3. Dance Gavin Dance – Instant Gratification |
| 2016   | 1. Danny Brown – Atrocity Exhibition 2. David Bowie – Blackstar 3. Death Grips – Bottomless Pit | 1. Corey Feldman – Angelic 2 the Core 2. Six Feet Under – Graveyard Classics IV 3. Brokencyde – All Grown Up |
| 2017   | 1. Father John Misty – Pure Comedy 2. Brockhampton – Saturation, Saturation II und Saturation III 3. Mount Eerie – A Crow Looked at Me | 1. XXXTentacion – 17 2. Eminem – Revival 3. Chris Brown – Heartbreak on a Full Moon |
| 2018   | 1. Daughters – You Won’t Get What You Want 2. Kids See Ghosts – Kids See Ghosts 3. JPEGMAFIA – Veteran | 1. Lil Xan – Total Xanarchy 2. Jaden Smith – The Sunset Tapes: A Cool Tape Story 3. Nav – Reckless |
| 2019   | 1. Charli XCX – Charli 2. Tyler, the Creator – Igor 3. Richard Dawson – 2020 | 1. Nostalgia Critic – Nostalgia Critic’s The Wall 2. Chance the Rapper – The Big Day 3. Nav – Bad Habits |
| 2010er | 1. Kendrick Lamar – To Pimp a Butterfly 2. Swans – To Be Kind 3. Death Grips – The Money Store 4. Daughters – You Won’t Get What You Want 5. LCD Soundsystem – This Is Happening 6. Charli XCX – Charli 7. Kids See Ghosts – Kids See Ghosts 8. Fleet Foxes – Helplessness Blues 9. Tim Hecker – Virgins 10. Danny Brown – Atrocity Exhibition | 1. Corey Feldman – Angelic 2 the Core 2. Lil Xan – Total Xanarchy 3. Nostalgia Critic – Nostalgia Critic’s The Wall 4. Six Feet Under – Graveyard Classics IV: The Number of the Priest 5. Chance the Rapper – The Big Day 6. Eminem – Revival 7. Miley Cyrus – Miley Cyrus & Her Dead Petz 8. Lil Wayne – Rebirth 9. XXXTentacion – Bad Vibes Forever 10. Brokencyde – Will Never Die |
| 2020   | 1. Jessie Ware – What's Your Pleasure? 2. clipping. – Visions of Bodies Being Burned 3. Black Dresses – Peaceful as Hell | 1. Tory Lanez – Daystar 2. Trapt – Shadow Work 3. Green Day – Father of All Motherfuckers |
| 2021   | 1. Spellling – The Turning Wheel 2. Lingua Ignota – Sinner Get Ready 3. Arca – Kick iii | 1. Tones and I – Welcome to the Madhouse 2. Hobo Johnson – The Revenge of Hobo Johnson 3. AJR – OK Orchestra |
| 2022   | 1. Natalia Lafourcade – De todas las flores 2. JID – The Forever Story 3. Viagra Boys – Cave World | 1. Iced Earth – A Narrative Soundscape 2. Tom MacDonald & Adam Calhoun – The Brave 3. Kid Rock – Bad Reputation |
| 2023   | 1. Jeff Rosenstock – Hellmode 2. JPEGMafia & Danny Brown – Scaring the Hoes 3. Lana Del Rey – Did You Know That There’s a Tunnel Under Ocean Blvd | 1. Avenged Sevenfold – Life Is But a Dream... 2. Tom MacDonald & Adam Calhoun – The Brave 2 3. Hardy – The Mockingbird & The Crow |
| 2024   | 1. Charli XCX – Brat 2. Godspeed You! Black Emperor – No Title as of 13 February 2024 28,340 Dead 3. Kendrick Lamar – GNX | 1. ¥$ – Vultures 2 2. Falling in Reverse – Popular Monster 3. Lil Mabu – Young Genius |

| Jahr   | Top Singles | Worst Singles |
| ------ | --- | --- |
| 2010   | 1. LCD Soundsystem – I Can Change 2. Gorillaz feat. Lou Reed – Some Kind of Nature 3. Beach House – Take Care | – |
| 2011   | 1. Fleet Foxes – Helplessness Blues 2. Death Grips – Takyon (Death Yon) 3. James Blake – The Wilhelm Scream | – |
| 2012   | 1. Death Grips – The Fever (Aye Aye) 2. Spiritualized – Hey Jane 3. Gorillaz feat. James Murphy & André 3000 – DoYaThing | – |
| 2013   | 1. The Knife – A Tooth for an Eye 2. Pusha T – Numbers on the Boards 3. Ariel Pink & Jorge Elbrecht – Hang On to Life | – |
| 2014   | 1. Liars – Mess on a Mission 2. Swans – Oxygen 3. Timber Timbre – Hot Dreams | – |
| 2015   | 1. Kendrick Lamar – The Blacker the Berry 2. Death Grips – On GP 3. Jamie xx feat. Young Thug & Popcaan – I Know There’s Gonna Be (Good Times) | – |
| 2016   | 1. David Bowie – Blackstar 2. Injury Reserve – Oh Shit!!! 3. Danny Brown feat. Kendrick Lamar, Ab-Soul & Earl Sweatshirt – Really Doe | 1. Le Tigre – I’m with Her 2. Corey Feldman feat. Snoop Dogg – Go 4 It 3. Lena Dunham – Sexual Pantsuit Anthem |
| 2017   | 1. Father John Misty – Pure Comedy 2. Kirin J Callinan – Bravado 3. Brockhampton – Gold | 1. Hopsin – Happy Ending 2. Jake Paul feat. Team 10 – It’s Everyday Bro 3. RiceGum feat. Alissa Violet – It’s Every Night Sis |
| 2018   | 1. Childish Gambino – This Is America 2. Sophie – Ponyboy 3. Daughters – Satan in the Wait | 1. Tom MacDonald – Whiteboy 2. R. Kelly – I Admit 3. Eminem – Venom |
| 2019   | 1. Alex Cameron – Far from Born Again 2. Dorian Electra – Career Boy 3. Tyler, the Creator – Earfquake | 1. Lil Dicky – Earth 2. Vin Jay – Mumble Rapper vs. Lyricist 3. 93 Punx – 3 Years Sober |
| 2010er | 1. Death Grips – Hacker 2. Fleet Foxes – Helplessness Blues 3. Kendrick Lamar – The Blacker the Berry 4. Father John Misty – Pure Comedy 5. Childish Gambino – This Is America 6. Swans – Oxygen 7. The Knife – Tooth for an Eye 8. Mount Eerie – Real Death 9. Gorillaz feat. Lou Reed – Some Kind of Nature 10. David Bowie – Blackstar | 1. Hopsin – Happy Ending 2. Your Favorite Martian – Transphobic Techno (Bitch Got a Penis) 3. R. Kelly – I Admit 4. Tom MacDonald – Whiteboy 5. Lil Dicky – Earth 6. B.o.B. – Flatline 7. Le Tigre – I’m with Her 8. Vin Jay – Mumble Rapper vs. Lyricist 9. Neal McCoy – Take a Knee, My Ass (I Won’t Take a Knee) 10. Corey Feldman feat. Snoop Dogg – Go 4 It! |
| 2020   | 1. Mac Miller – Good News 2. Cardi B feat. Megan Thee Stallion – WAP 3. The Strokes – At the Door | 1. Justin Bieber – Yummy 2. Van Morrison – No More Lockdown 3. Farrah Abraham feat. Sophia Abraham – Jingle Bell Rock |
| 2021   | 1. Little Simz – Introvert 2. Spellling – Boys at School 3. Sharon Van Etten & Angel Olsen – Like I Used To | 1. Corey Feldman – Rockin’ Revolution 2. Tramp Stamps – I’d Rather Die 3. Guns n’ Roses – Absurd |
| 2022   | 1. Viagra Boys – Troglodyte 2. Kendrick Lamar – The Heart Part 5 3. Domi & JD Beck feat. Anderson .Paak – Take a Chance | 1. Leah Kate – Twinkle Twinkle Little Bitch 2. Tom MacDonald & Adam Calhoun – New World Order 3. Kid Rock – We the People |
| 2023   | 1. Sufjan Stevens – Will Anybody Ever Love Me? 2. The Lemon Twigs – Any Time of Day 3. JPEGMafia & Danny Brown – Scaring the Hoes | 1. Jason Aldean – Try That in a Small Town 2. TX2 – I Would Hate Me Too 3. Falling in Reverse – Watch the World Burn |
| 2024   | 1. Kendrick Lamar – Meet the Grahams 2. Charli XCX – Girl, So Confusing (Lorde remix) 3. Geordie Greep – Holy Holy | 1. David Guetta & OneRepublic – I Don’t Wanna Wait 2. Cash Cobain feat. J. Cole – Grippy 3. Snowd4y feat. Drake – Wah Gwan Delilah |

### thatistheplan
Noch bevor er sich der Musikbewertung zuwandte, betrieb Fantano den YouTube-Kanal thatistheplan, auf dem er sich ab 2007 auf satirische Weise mit politischen Themen und Memes auseinandersetzte. Im Oktober 2017 sah er sich durch einen Artikel im New Yorker Musik- und Kulturmagazin The Fader mit dem Vorwurf konfrontiert, er würde mit der Alt-Right-Bewegung kokettieren. Fantano vertrete in seinen Videos rassistische und antifeministische Standpunkte und verübe Angriffe auf sogenannte Social Justice Warriors. Er wolle sich damit als rechter „Edgelord“ profilieren und Szenegrößen wie Paul Joseph Watson nacheifern. Fantano reagierte mit einem Antwortvideo, in dem er sich gegen die Vorwürfe verteidigte und seine humoristischen Filme, darunter einige Parodien afroamerikanischer Rapper, aus dem Zusammenhang gerissen sah. Tatsächlich vertrat der YouTuber wiederholt sozialistische Positionen (er unterstützte bspw. die Kandidatur von Bernie Sanders als US-Präsidentschaftskandidat 2020), äußerte sich negativ über Donald Trump und rechte Meinungsmacher wie Watson, und weigert sich aus verschiedenen Gründen, das „N-Wort“ laut auszusprechen.
Der Kanal ist seither offline, was laut Fantano jedoch nichts mit den Anschuldigungen, sondern vielmehr mit der geänderten Vertragspolitik der Videoplattform zu tun hat.
Obwohl er die Vorwürfe entkräften konnte, mussten einige für Herbst 2017 geplante Liveauftritte in Los Angeles, San Francisco und Boston abgesagt werden.
Der Autor Ezra Marcus erhielt unterdessen Drohungen aus Fantanos Fangemeinde, darunter auch solche antisemitischer Natur. Im März 2018 wurde der Artikel schließlich von der Website des Fader entfernt.

## Rezeption
Die Fachzeitschrift Spin nannte Anthony Fantano den ersten „Superstar“ der Musikkritik und in dieser Sparte jenen Vlogger mit dem höchsten Wiedererkennungswert.
Trotz antrainiertem Fachvokabular und adjektivreicher Sprache wird Fantano von erfahrenen Musikkritikern nicht immer ernstgenommen. So fehle ihm etwa mitunter das Verständnis, Veröffentlichungen in einem politischen und emotionalen Gesamtkontext zu sehen. Seine große Beliebtheit verdankt Fantano vor allem dem regen Kontakt mit seiner Fanbase via sozialer Medien. Laut Spin resoniert seine „enthusiastische, persönliche“ Art perfekt mit seinen überwiegend männlichen und weltweit verteilten Fans. Die Zeitschrift Rolling Stone listete ihn 2024 auf Platz elf der 25 einflussreichsten Content Creator des Jahres.
Seinen Erfolg erklärt sich Fantano damit, dass er nicht davor zurückschreckt, unpopuläre Meinungen zu vertreten und sich damit von ähnlichen Musik-Websites unterscheidet. Beispielsweise vergab er an Kanye Wests, bei vielen als Meisterwerk geltendes My Beautiful Dark Twisted Fantasy lediglich 6/10 Punkte. Manchmal reagieren Künstler verärgert auf negative Bewertungen von The Needle Drop. Der britische Electronic-Musiker Zomby bezeichnete Fantano 2013 in einem später gelöschten Tweet – in Anspielung an dessen rundliche Kopfform – als „melon“ (Melone). Hintergrund war eine mittelmäßige 5/10-Bewertung für dessen LP With Love. Seither verwenden Fantanos Fans die Beschimpfung als Nickname.
Post Malone, dessen Debütalbum Fantano abseits seines Punkteschemas als „not good“ empfunden hatte, revanchierte sich 2018 mit der Textzeile „Your new shit sucks, I feel like Anthony Fantano (ooh)“ in seinem Song Sugar Wraith. Dem dazugehörigen Album gab der Kritiker 7/10 Punkte. Im September 2022 reagierte der kanadische Rap-Superstar Drake via privater Instagram-Nachrichten auf die negativen Bewertungen seiner letzten beiden Studioalben und beleidigte Fantano, angelehnt an dessen Punkteschema, unter anderem mit den Worten „Your existence is a light 1.“
Am 2. Oktober 2015 benutzte der australische Fernsehsender SBS missverständlich einen Screenshot aus einem Fantano-Video in seiner Berichterstattung zum Amoklauf am Umpqua Community College, um den Täter Christopher Harper-Mercer zu identifizieren.

## Auszeichnungen
Im November 2011 gewann Fantano für The Needle Drop den von MTV vergebenen O Music Award in der Kategorie Beyond the Blog.

## Diskografie
Singles
- 2013: Cal 2 Be
- 2015: Mykey Come Back
- 2016: Panda (Remix) (feat. Pink Guy & NFKRZ, Originalinterpret: Desiigner)
- 2018: Slap Chop
- 2018: Coin Star
- 2018: Don’t Talk to Me (feat. Fellatia Geisha)
- 2018: I’m in the Club (feat. Joycie)

Mixtapes
- 2013: $CALxTAPExONE$
- 2013: #CALxTAPExTHREE#
- 2013: ∆CALxTAPExTWO∆
- 2014: Cocoa
- 2015: The New CALassic

## Einzelnachweisliste
1. 1 2 3 4 5 6 7 8 9 10  Jeremy Gordon: How Anthony Fantano, aka The Needle Drop, Became Today’s Most Successful Music Critic. In: Spin.com. November 2016, abgerufen am 6. August 2018 (englisch).
2. 1 2 3 4  (I)NTERVIEW: Anthony Fantano. CPBN Media Lab/YouTube, 15. Januar 2013, abgerufen am 6. August 2018 (englisch).
3. ↑  Anthony Fantano: Is NOT GOOD Worse Than a 0/10? YouTube/fantano, 14. September 2019, abgerufen am 13. Juli 2020 (englisch).
4. ↑  Joe Coscarelli: The Only Music Critic Who Matters (if You’re Under 25). The New York Times, 30. September 2020, abgerufen am 3. Februar 2021 (englisch).
5. ↑  Cal Chuchesta. In: Discogs.com. Abgerufen am 8. August 2018 (englisch).
6. ↑  Visualizing The Needle Drop. Statstano.com, November 2017, abgerufen am 6. August 2018 (englisch).
7. ↑  The Needle Drop – Videos. Anthony Fantano/YouTube, abgerufen am 20. Januar 2019 (englisch).
8. ↑  The Needle Drop's Anthony Fantano On Being A Berniecrat & Trump's Presidency. Abgerufen am 4. Januar 2022 (deutsch).
9. ↑  Ezra Marcus: The Needle Drop pioneered music review vlogs. His lesser-known channel was a bid to win the alt-right. In: The Fader. 3. Oktober 2017, archiviert vom Original (nicht mehr online verfügbar) am 4. Oktober 2017; abgerufen am 6. August 2018 (englisch).
10. 1 2  Anthony Fantano: The Fader Response. The Needle Drop/YouTube, 6. Oktober 2017, abgerufen am 6. August 2018 (englisch).
11. ↑  Paul Resnikoff: Anthony Fantano’s Entire Tour Canceled Over Racist, Alt-Right Allegations. In: Digital Music News. 10. Oktober 2017, abgerufen am 6. August 2018 (englisch).
12. ↑  25 Most Influential Creators of 2024. Rolling Stone, 26. August 2024, abgerufen am 27. August 2024 (englisch).
13. ↑  Anthony Fantano. In: Know Your Meme. Abgerufen am 6. August 2018 (englisch).
14. ↑  Post Malone – Sugar Wraith. In: Genius.com. Abgerufen am 8. Juni 2018 (englisch).
15. ↑  Ethan Shanfeld: Drake Feuds With Music Critic Anthony Fantano: Your ‘Existence’ Is a 1/10. Variety, 16. September 2022, abgerufen am 17. September 2022 (englisch).
16. ↑  Dan Ozzl: News Channel Mistakenly Uses Photo of Music Vlogger to Identify Gunman in Oregon Shooting. In: Noisey. 2. Oktober 2015, abgerufen am 6. August 2018 (englisch).
17. ↑  O Music Awards Take Over Halloween’s Largest Street Party. In: MTV.com. 1. November 2011, archiviert vom Original (nicht mehr online verfügbar) am 22. Januar 2016; abgerufen am 8. August 2018 (englisch).  Info: Der Archivlink wurde automatisch eingesetzt und noch nicht geprüft. Bitte prüfe Original- und Archivlink gemäß Anleitung und entferne dann diesen Hinweis.

| Personendaten    | Personendaten                                         |
| ---------------- | ----------------------------------------------------- |
| NAME             | Fantano, Anthony                                      |
| ALTERNATIVNAMEN  | The Needle Drop; Cal Chuchesta (Künstlername)         |
| KURZBESCHREIBUNG | US-amerikanischer Webvideoproduzent und Musikkritiker |
| GEBURTSDATUM     | 28. Oktober 1985                                      |
| GEBURTSORT       | Connecticut                                           |